# Kedestes
Kedestes is een geslacht van vlinders van de familie van de dikkopjes (Hesperiidae), uit de onderfamilie van de Hesperiinae.

## Soorten
- K. brunneostriga (Plötz, 1884)
- K. lema Neave, 1910
- K. lenis Riley, 1932
- K. lepenula (Wallengren, 1857)
- K. macomo (Trimen, 1862)
- K. malua Neave, 1910
- K. marshalli Aurivillius, 1925
- K. niveostriga (Trimen, 1864)
- K. rogersi Druce, 1907
- K. straeleni Evans, 1956
- K. sublineata Pennington, 1953

### Soorten die niet meer in dit geslacht zijn geplaatst
- K. barberae (Trimen, 1873)
- K. chaca (Trimen, 1873)
- K. mohozutza (Wallengren, 1857)
- K. nerva (Fabricius, 1793)
- K. paola (Plötz, 1884)
- K. wallengreni (Trimen, 1883)